# 페기+캣의 숫자놀이
《페기+캣의 숫자놀이》(Peg + Cat)는 미국의 컴퓨터 애니메이션 텔레비전 시리즈이다.